# Out of the Blue
Out of the Blue es el séptimo álbum de estudio de la banda británica Electric Light Orchestra, publicado por la compañía discográfica Jet Records en octubre de 1977.

## Grabación
Jeff Lynne compuso el álbum al completo en menos de tres semanas y medias durante un repentino estallido de creatividad, mientras estaba recluido en un chalet alquilado de los Alpes suizos. Tras viajar a Múnich, pasó dos meses con el resto del grupo grabando el álbum en los Musicland Studios, los mismos estudios de grabación donde previamente grabó A New World Record y Face the Music. El álbum incluyó la sinfonía Concerto for a Rainy Day, integrada por cuatro canciones unidas por transiciones musicales para dar una sensación de cohesividad. Los efectos climatológicos incluidos en Concerto for a Rainy Day, el último escarceo en el rock sinfónico de Lynne, fueron reales, grabados por el propio músico durante un verano muy lluvioso que pasó en Múnich en 1977. 
Concerto for a Rainy Day fue incluida en la primera cara del segundo disco del trabajo, y está basado en cómo el tiempo puede afectar el estado de ánimo. El concerto finaliza con «Mr. Blue Sky», una canción sobre la eventual salida del sol y la felicidad, inspirada en el mal tiempo que sufrió Lynne mientras estaba en su chalet suizo. «Standing in the Rain» abre la suite con una parte de teclado sobre una grabación de lluvia real y el crepitar de un trueno al poco de comenzar la canción. Alrededor del primer minuto de la canción, los instrumentos de cuerda deletran las letras ELO en código morse. El grupo utilizó frecuentemente la canción para abrir los conciertos de la gira de promoción de Out of the Blue en 1978.
«Big Wheels» integra la segunda parte de la suite y continúa con la temática climatológica y la reflexión seguida de una tercera parte, «Summer and Lightning», más optimista. Aparte de su inclusión en Out of the Blue, la canción nunca apareció en ningún recopilatorio o como cara B de un sencillo hasta su publicación en Flashback en 2000. El mal tiempo continúa a lo largo de la pista, aunque con un estado de ánimo más optimista, hasta finalizar en «Mr. Blue Sky», que cierra Concerto for a Rainny Day y celebra la llegada del sol. «Mr. Blue Sky» fue la única canción de la pieza extraída como sencillo.

## Recepción
La edición estadounidense de Out of the Blue fue originalmente publicada por Jet y United Artists Records. La asociación entre ambas compañías cambió después de que unidades defectuosas del álbum comenzaran a venderse a precios inferiores en los Estados Unidos y Canadá, afectando a las ventas del álbum. Jet denunció a United Artists y cambió abruptamente su distribución en favor de CBS Records a comienzos de 1978. Esto provocó que Jet reasignara los derechos de distribución de todos los trabajos de la Electric Light Orchestra, tanto anteriores al lanzamiento de Out of the Blue como posteriores, a CBS Records bajo el logotipo Jet/Columbia.
Tras su publicación, Out of the Blue obtuvo en general buenas reseñas de la prensa musical. Bruce Eder, de Allmusic, escribió: «En su defensa, Out of the Blue fue un éxito masivo y se convirtió en la pieza central de una gira mundial que puso al grupo como una importante atracción en directo durante un tiempo». Billy Atlman, en una reseña menos favorable para la revista Rolling Stone, comentó que mostraba influencias de The Beach Boys, Bee Gees y The Beatles y escribió: «La mayoría de los seguidores de la ELO, creo, van a leer los créditos antes de escuchar los discos, y para ellos lo que puedo decir es, prevenir vale por dos. Capitán Lynne, mejor asegurarse que tenemos sitios reservados para una aventura, y no solo para un recorrido a pie por obras industriales».
A nivel comercial, Out of the Blue no llegó al primer puesto en ningún país, a diferencia de A New World Record, pero sí alcanzó la segunda posición en listas de discos más vendidos de países como Canadá y Suecia, y el tres en Australia, Países Bajos y Noruega. En los Estados Unidos, el álbum tenía cuatro millones de copias reservadas antes de su puesta a la venta, lo cual le garantizó el estatus de disco de platino certificado por la RIAA en noviembre de 1977. En el país, Out of the Blue llegó al puesto cuatro de la lista Billboard 200, la misma posición que alcanzó en la lista británica UK Singles Chart. Además, Capital Radio y Daily Mirror lo calificaron como el mejor álbum de 1978. El mismo año, Lynne, que considera el álbum junto a A New World Record como los mayores logros de la Electric Light Orchestra, recibió el Ivor Novello por su contribución destacada a la música británica.
El álbum figura también en el libro 1001 Albums You Must Hear Before You Die. El 3 de octubre de 2013, quedó en el puesto 23 de la lista Double Trouble: The 35 Best-Selling Double Albums Of All Time elaborada por la cadena de televisión VH1.

## Reediciones
El 26 de febrero de 2007, coincidiendo con el trigésimo aniversario de su publicación original, Epic Records y Legacy Recordings reeditaron una versión remasterizada de Out of the Blue con varios temas extra. La reedición alcanzó el puesto 18 en la lista británica UK Albums Chart, mientras que un nuevo sencillo, «Latitude 88 North», fue publicado también como descarga digital desde la tienda iTunes.

## Diseño de portada
La gran nave espacial incluida en la portada de Out of the Blue, símbolo del grupo desde el lanzamiento de A New World Record, fue diseñada por Kosh con arte de Shusei Nagaoka. El diseño conecta con la fiebre surgida a raíz del estreno de películas como Star Wars: Episodio IV - Una nueva esperanza y Close Encounters of the Third Kind, y recuerda a una estación espacial de la película 2001: A Space Odyssey. El número JTLA 823 L2 incluido en la lanzadera que llega a la estación espacial es el número de catálogo de la edición original en vinilo. El álbum también incluyó una inserción de una figura de cartón de la estación espacial, así como un póster desplegable de los miembros del grupo.

## Lista de canciones
Todas las canciones escritas y compuestas por Jeff Lynne. 
| Cara A |                       |          |  |
| N.º    | Título                | Duración |  |
| 1.     | «Turn to Stone»       | 3:42     |  |
| 2.     | «It's Over»           | 4:08     |  |
| 3.     | «Sweet Talkin' Woman» | 3:48     |  |
| 4.     | «Across the Border»   | 3:52     |  |

| Cara B |                     |          |  |
| N.º    | Título              | Duración |  |
| 1.     | «Night in the City» | 4:02     |  |
| 2.     | «Starlight»         | 4:30     |  |
| 3.     | «Jungle»            | 3:51     |  |
| 4.     | «Believe Me Now»    | 1:21     |  |
| 5.     | «Steppin' Out»      | 4:38     |  |

| Cara C: Concerto for a Rainy Day |                        |          |  |
| N.º                              | Título                 | Duración |  |
| 1.                               | «Standin' in the Rain» | 4:20     |  |
| 2.                               | «Big Wheels»           | 5:10     |  |
| 3.                               | «Summer and Lightning» | 4:13     |  |
| 4.                               | «Mr. Blue Sky»         | 5:05     |  |

| Cara D |                      |          |  |
| N.º    | Título               | Duración |  |
| 1.     | «Sweet Is the Night» | 3:26     |  |
| 2.     | «The Whale»          | 5:05     |  |
| 3.     | «Birmingham Blues»   | 4:21     |  |
| 4.     | «Wild West Hero»     | 4:40     |  |

| Temas extra (reedición de 2007) |                                |          |  |
| N.º                             | Título                         | Duración |  |
| 18.                             | «Wild West Hero» (Demo casera) | 0:24     |  |
| 19.                             | «The Quick and the Daft»       | 1:49     |  |
| 20.                             | «Latitude 88 North»            | 3:24     |  |

- Nota: En la versión casete, la canción «Night in the City» se incluía en el lado A.

## Personal
- Jeff Lynne: voz, guitarra slide, guitarra rítmica, piano Wurlitzer, minimoog y percusión
- Bev Bevan: batería, timbales, percusión, gong y coros
- Richard Tandy: polymoog, minimoog, piano Wurlitzer, piano, melotrón, clavinet y coros
- Kelly Groucutt: bajo, percusión y coros
- Mik Kaminski: violín
- Melvyn Gale: piano y chelo
- Hugh McDowell: chelo

## Posición en listas
| País           | Lista                        | Posición |
| -------------- | ---------------------------- | -------- |
| Alemania       | Media Control Top 100 Albums | 6        |
| Australia      | ARIA Albums Chart            | 3        |
| Canadá         | RPM Albums Chart             | 2        |
| Estados Unidos | Billboard 200                | 4        |
| Francia        | SNEP Albums Chart            | 14       |
| Japón          | Oricon LP Chart              | 32       |
| Noruega        | Top 40 albums                | 3        |
| Nueva Zelanda  | New Zealand Albums Chart     | 6        |
| Países Bajos   | MegaCharts                   | 3        |
| Reino Unido    | UK Albums Chart              | 4        |
| Suecia         | Albums Top 60                | 2        |

| Sencillo              | País           | Lista                      | Posición |
| --------------------- | -------------- | -------------------------- | -------- |
| «Turn to Stone»       | Australia      | ARIA Singles Chart         | 17       |
| «Turn to Stone»       | Canadá         | RPM Singles Chart          | 1        |
| «Turn to Stone»       | Estados Unidos | Billboard Hot 100          | 14       |
| «Turn to Stone»       | Países Bajos   | Dutch Top 40               | 23       |
| «Turn to Stone»       | Reino Unido    | UK Singles Chart           | 18       |
| «Turn to Stone»       | Sudáfrica      | South Africa Singles Chart | 17       |
| «Mr. Blue Sky»        | Australia      | ARIA Singles Chart         | 87       |
| «Mr. Blue Sky»        | Estados Unidos | Billboard Hot 100          | 35       |
| «Mr. Blue Sky»        | Países Bajos   | Dutch Top 40               | 8        |
| «Mr. Blue Sky»        | Reino Unido    | UK Singles Chart           | 6        |
| «Do Ya»               | Estados Unidos | Billboard Hot 100          | 24       |
| «Wild West Hero»      | Irlanda        | Irish Singles Chart        | 9        |
| «Wild West Hero»      | Reino Unido    | UK Singles Chart           | 6        |
| «Sweet Talkin' Woman» | Australia      | ARIA Singles Chart         | 38       |
| «Sweet Talkin' Woman» | Austria        | Austrian Singles Chart     | 27       |
| «Sweet Talkin' Woman» | Canadá         | RPM Singles Chart          | 6        |
| «Sweet Talkin' Woman» | Estados Unidos | Billboard Hot 100          | 17       |
| «Sweet Talkin' Woman» | Irlanda        | Irish Singles Chart        | 6        |
| «Sweet Talkin' Woman» | Países Bajos   | Dutch Top 40               | 24       |
| «Sweet Talkin' Woman» | Reino Unido    | UK Singles Chart           | 6        |

## Certificaciones
| Fecha                   | País           | Organismo certificador | Certificación | Ventas certificadas |
| ----------------------- | -------------- | ---------------------- | ------------- | ------------------- |
| 14 de noviembre de 1977 | Estados Unidos | RIAA                   | Platino       | 1 000               |
| 9 de febrero de 1978    | Reino Unido    | BPI                    | Platino       | 300 000             |
| 1 de diciembre de 1977  | Canadá         | CRIA                   | Platino       | 100 000             |